# Parti du travail de Belgique
Pour les articles homonymes, voir Parti du travail et PTB.
 (mai 2021).
 (août 2025).
Le Parti du travail de Belgique (en néerlandais : Partij van de Arbeid van België, abrégé en PTB ou PVDA) est un parti politique belge  national et unitaire, c'est-à-dire non divisé selon le clivage linguistique, fondé en 1979. Le PTB s'identifie comme un parti marxiste, anticapitaliste. Il est généralement décrit comme d'extrême gauche ou de gauche radicale.
Le PTB a été, au départ, surtout présent dans les universités et quelques bassins ouvriers comme le port d'Anvers. D'inspiration maoiste au moment de sa fondation dans les années 1970, il change d'orientation lors de son congrès de 2008, devenant plus modéré et réformiste. Aujourd'hui très présent sur les réseaux sociaux, il est engagé dans le monde associatif et sur l'écologie. Sa présence continue dans les conflits sociaux et son réseau Médecine pour le peuple, au sein duquel officient des praticiens payés comme des ouvriers, ont favorisé dans les années 2010 sa percée dans les bassins ouvriers de Wallonie et, dans une moindre mesure, à Bruxelles,.
Il a connu une forte croissance au début du XXIe siècle, passant de 2 800 membres en fin 2007 à près de 20 000 membres en janvier 2020. Il a ses premiers élus au Parlement fédéral belge en 2014 avec Raoul Hedebouw et Marco Van Hees. Aux élections fédérales de 2024, il obtient 15 élus, dont son président de l'époque l'anversois Peter Mertens.

## Histoire

### Origine
Dans les années soixante, la Belgique sert de terreau fertile à une scission « pro-chinoise » du mouvement communiste européen. En 1970, le mouvement AMADA est créé par des étudiants de la KU Leuven (KUL). En 1979, le mouvement d'inspiration maoïste change de nom en parti du travail de Belgique (PTB) et en Partij van de arbeid (PVDA) coté flamand, ce dernier plus important,.
Après avoir rompu progressivement avec une idéologie nationaliste flamande, ces militants, dirigés par Ludo Martens, se sont tournés vers le communisme dans sa version marxiste-léniniste. L'idéologie est également décrite comme maoïste et stalinienne pour caractériser le choix effectué par les étudiants qui fondèrent plus tard le PTB-PVDA. Ces contestataires considéraient le Parti communiste de Belgique comme « révisionniste », c'est-à-dire trop favorable à une politique social-démocrate (représentée en Belgique par le Parti socialiste). Ils étaient influencés par les Parti communiste chinois, les mouvements de guérilla en Amérique latine, les protestations contre la guerre du Viêt Nam. Ils ont également tenté de dégager du mouvement pour la flamandisation de l'université catholique de Louvain une aile de gauche. Celle-ci était caractérisée par sa transformation du slogan « Walen buiten » » (« Wallons dehors ») en « Bourgeois buiten » (bourgeois dehors).
Le PTB affirme avoir soutenu différents groupes armés comme le Front sandiniste de libération nationale au Nicaragua et le Front Farabundo Martí de libération nationale au Salvador.
Leur soutien et leur participation à une importante grève dans les mines de charbon leur permirent de jeter les bases d'une organisation qui neuf ans plus tard deviendra un parti politique. Ils fondèrent une publication, AMADA (Alle Macht Aan De Arbeiders : « Tout le pouvoir aux ouvriers »), qui donna son nom au « parti en construction ». En 1974, furent fondées des sections à Liège et à Charleroi et le parti adopta un nom bilingue : le TPO/AMADA. En 1976, il absorba une partie des militants d'une organisation marxiste-léniniste rivale, l'UC(ML)B. En 1979 se tint son premier congrès, qui adopta un programme marxiste-léniniste et donna le nom final du Parti : PTB-PVDA. Ludo Martens devint le président entre 1979 et 1999. Laurent-Désiré Kabila, futur président de la République démocratique du Congo, assista comme observateur à ce premier congrès.
En octobre 1984, le PTB et des organisations d'extrême gauche sont les cibles de l' « opération mammouth », lancée par le gouvernement belge à la suite des attentats de l'organisation terroriste Cellules communistes combattantes. Cette opération contre ces cercles d'extrême gauche ne sera pas concluante, alors que ceux-ci ne défendent pas l'organisation CCC.

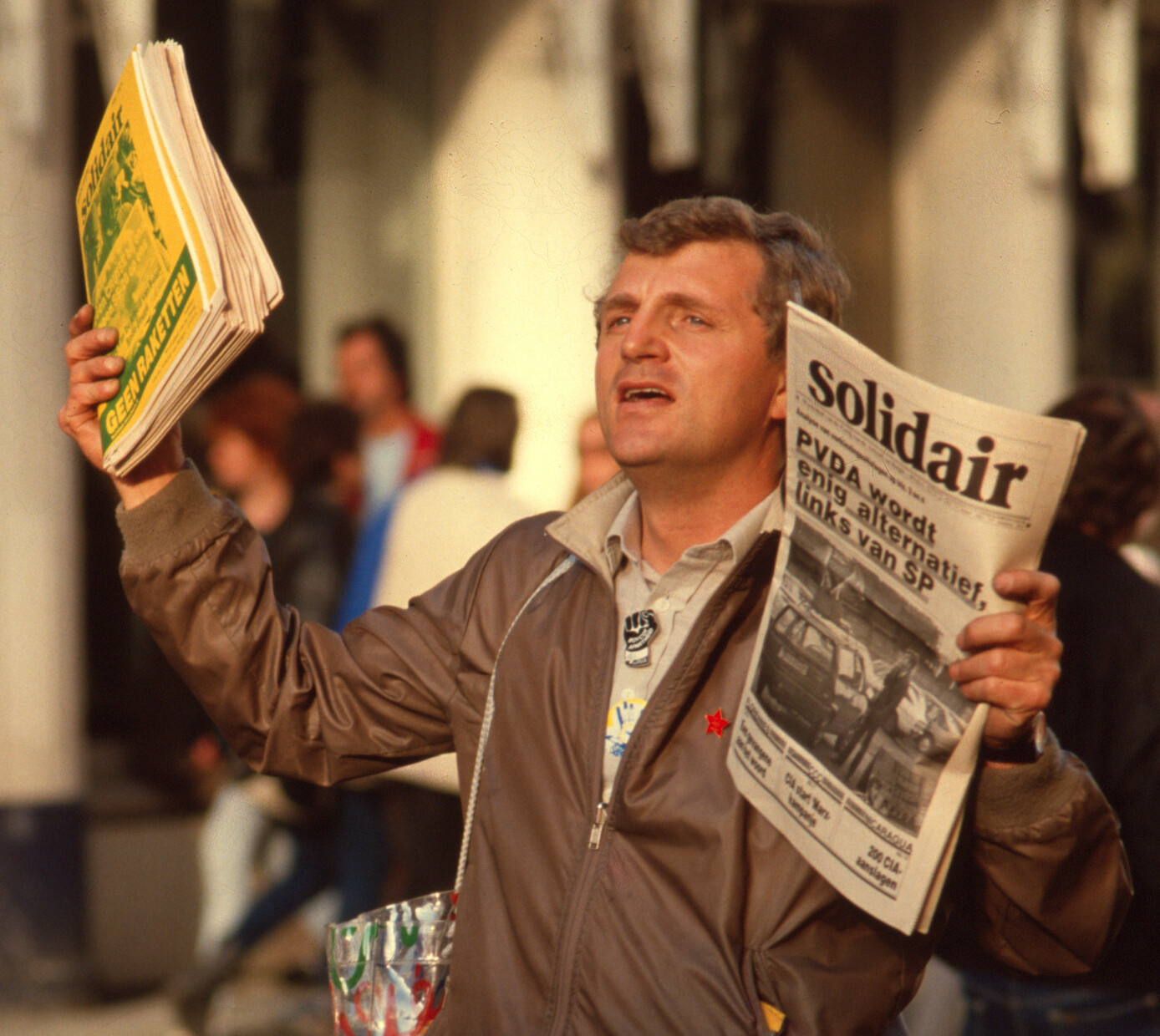
Kris Merckx, un des fondateurs du PTB, distribuant le journal Solidaire en 1985.

En 1994, le président du parti, Ludo Martens écrit Un autre regard sur Staline dans lequel il défend Joseph Staline, nie le caractère intentionnel de la famine de l'Holodomor et décrit la politique de Goulag comme justifiée. Depuis, le PTB/PVDA peine à se défaire de son étiquette stalinienne. Peter Mertens tente de sortir le parti de ce paradigme.
Aux élections législatives belges de juin 2003, le PTB s'est associé en Flandre avec la Ligue arabe européenne de Dyab Abou Jahjah sous le nom RESIST. Le parti reconnaît avoir perdu 71 % de ses voix en Flandre après cette association.
Dans le début des années 2000, des membres et des cadres quittent le parti et d'autres sont exclus comme la secrétaire générale Nadine Rosa-Rosso. Dans les années 2003/2004, les nouveaux exclus portent contradiction au parti. L'interdiction est faite à tout membre d'entretenir des liens avec les anciens membres qui sont réprouvés. Nadine Rosa-Rosso, Luk Vervaet avec d'autres exclus, forment la liste Égalité qui suscite une polémique sur ses liens avec l'Islam dans la société et sur son soutien aux organisations islamistes Hezbollah et Hamas. Nordine Saïdi dirige par la suite la liste Égalité malgré des accusations d'antisémitisme contre lui, pour lesquels il avait été exclu du MRAX.
En vue des élections législatives belges de juin 2007, le journal Solidaire et le site du parti ont été refondus pour pouvoir toucher un plus large public. Les structures ont même été ouvertes à une couche plus large de militants[réf. nécessaire].
À cette époque, le PTB prenait également le contrôle de indymedia.be durant plusieurs années : cet épisode est à présent clos puisque le site a été fermé par l'équipe du parti qui redirige systématiquement les visiteurs sur dewereldmorgen.be.

### Le Parti de la révolutionde Ludo Martens
En 1996 Ludo Martens considéré comme le père-fondateur du PTB, écrit Le Parti de la révolution qui sert de « manuel de référence ». Raoul Hedebouw affirme en 2012 que « face au matraquage idéologique, le PTB s'est enfermé dans le dogmatisme, pour maintenir l'existence de l'organisation ».
Le parti base son activité sur des modèles : Karl Marx, Friedrich Engels, Vladimir Ilitch Lénine, Joseph Staline et Mao Zedong et il affirmait concernant ses objectifs, que « la lutte de classes révolutionnaire, l'insurrection, la guerre civile prolongée sont trois chaînons dans un même combat pour la libération ». Il se base également sur les écrits du dirigeant stalinien albanais Enver Hoxha.
Le manuel est critiqué pour certaines expressions utilisées comme « rectifier et épurer » ou « combattre le déviationnisme petit-bourgeois ». Des expressions décrites comme du « jargon stalinien » et comprend de la « rectification et épuration des cadres », notamment ceux qui se sont opposés aux Khmers rouges ou à « la suppression de l’émeute contre-révolutionnaire de Tiananmen ».
En 2014, le PTB fait encore référence au Parti de la révolution.

### Révolution socialiste
En 1999 le PTB supporte l'idée de la révolution pour renverser le système économique capitaliste : « nous devons avoir une conviction profonde, vécue, que seul le Parti Communiste peut diriger les masses vers leur libération et que seule la révolution socialiste offre une solution aux problèmes du capitalisme ». Le chef de parti Peter Mertens réaffirme en 2005 son soutien à la révolution et son allégeance au programme du parti de 1979.
En 2002 le PTB réaffirme son projet « salvateur de l'humanité » : « la première tâche consiste à assimiler profondément et à propager largement et de manière offensive le bilan communiste du vingtième siècle. Notre thèse fondamentale est que seul le socialisme peut sauver l’humanité [...] ».
En 2012, d'après le politologue Pascal Delwit, « Le PTB plaide toujours formellement pour l’avènement d’une révolution socialiste et conteste la démocratie représentative telle qu’elle fonctionne aujourd’hui ».
En 2014, le politologue Pascal Delwit affirme que « derrière cette image sympa, le parti n’explique pas à tout un chacun ses vrais desseins, qui restent l’instauration d’un État socialiste. Il y a une double ligne. Une ligne extérieure, sympa, ouverte, qui a des propositions ponctuelles attractives, sur les médicaments, sur la fiscalité… Mais on a aussi une ligne interne tenue par les fondateurs ou leurs enfants pour qui la révolution socialiste reste un objectif, un aspect dont les électeurs seraient surpris de connaître l’importance aujourd’hui. ».
En 2016, lors de la 18e rencontre internationale des partis communistes et ouvriers le représentant du PTB affirme que son parti essaie de développer une lutte des classes en Belgique.
En 2018, face à la crise fiscale que dénonce le PTB, Raoul Hedebouw affirme qu'il faudrait « développer une opposition sociale ».
En janvier 2019, le PTB publie un programme pour une « révolution climatique et sociale ».

### Congrès du renouveau de 2008
Lors de son VIIIe congrès, le congrès du renouveau, le parti réaffirme des principes marxistes fermes mais une approche souple vers l'électeur avec le slogan « Faire de la politique avec les gens et pas pour les gens ! ».
À la suite de son relatif échec électoral de 2003, le PTB a modifié en profondeur ses méthodes de travail et de communication. D'une part, le PTB a déclaré qu'il allait se recentrer sur le travail auprès des ouvriers en usine ainsi que sur le travail de terrain dans les communes où il est présent. D'autre part, le PTB a déclaré rompre officiellement avec ce qu'il appelle son « sectarisme » afin de se rapprocher des demandes concrètes des citoyens. Cela se traduit notamment par la mise en avant de revendications de progrès extrêmement concrètes relatives à la baisse du prix des médicaments, la réduction de la TVA sur les produits énergétiques de 21 % à 6 %, une augmentation du montant minimal des pensions, un meilleur contrôle des loyers ou encore la baisse du coût des sacs poubelles.
En 2008, influencé par la percée du Parti socialiste aux Pays-Bas, le PTB vise à adopter une posture « radicale-populiste » au détriment d'une rhétorique dogmatique. Le PTB ne se définit plus comme représentant de la classe ouvrière mais dorénavant de l'ensemble des travailleurs ou « classe travailleuse ». Le parti favorise les personnalités reconnaissables et des porte-parole, il axe sa stratégie sur « des petites victoires », sur « des problèmes concrets des gens » et sur des « compromis ». Finalement le PTB et COMAC axent leur stratégie sur les réseaux sociaux.
Le 2 mars 2008, le PTB a clos son VIIIe Congrès. Celui-ci fut placé sous le signe du renouveau, le parti adopte à présent une position réformiste afin d'asseoir son assise électorale, un pari réussi. Il a, entre autres, adopté de nouveaux statuts et élu un nouveau Comité central. Ce dernier a élu un nouveau président en la personne de Peter Mertens. Licencié en sociologie de l'université de Gand, ancien ouvrier aux usines Honda, il est entre autres auteur La classe ouvrière à l’ère des entreprises transnationales ainsi que de l'essai Comment osent-ils ?.
Le parti affirme en 2015, que le congrès de 2008 était celui « qui mettra fin aux côtés sectaires et dogmatiques qui sévissaient dans le parti depuis vingt ans ».

### De 2008 à 2015
Ce « changement de cap » semble avoir produit certains résultats positifs comme une légère augmentation du nombre de membres ainsi qu'un rebond, certes modéré, du score électoral du PTB lors des élections communales de 2012. On constate également une augmentation de la couverture médiatique du Parti [réf. souhaitée] .
Début 2013, le parti annonce avoir dépassé les 6 800 membres. En novembre 2016, le PTB revendique plus de 10 000 adhérents. Selon les informations de la RTBF, le PTB est le parti de Belgique dont les militants et sympathisants contribuent le plus financièrement : avec 10 000 adhérents, il a récolté en 2016 un million d'euros de cotisations et de dons, contre 600 000 euros pour le PS et ses 90 000 adhérents et 400 000 pour le MR et ses 35 000 adhérents.

### Congrès de la solidarité de 2015
Le parti se concentre sur un socialisme du XXIe siècle surnommé « Socialisme 2.0 », qui serait un changement de paradigme se réclamant des idées de Karl Marx et Friedrich Engels. Le socialisme 2.0 est « une société vraiment collective ou communiste ». Le parti prône une « culture nouvelle » mais aussi « renouvelée et progressiste ». Le socialisme 2.0 est un projet internationaliste visant « une émancipation et une libération mondiales »,.
Il prône une « nouvelle démocratie », qui serait socialiste, directe et représentative. Il souhaite également « rendre contraignant » des droits de troisième génération hérité du combat anti-impérialiste et anti-colonial de l’Union soviétique. Sous le socialisme 2.0, le Parlement serait « l’organe suprême par rapport aux autres pouvoir » et serait investi du « contrôle de l’exécution de la politique adoptée par le pouvoir judiciaire ».
Le parti prône l'adoption du « combat écologique » pour des raisons stratégiques, affirmant qu'il partage un adversaire commun avec son « combat social ».
Il souhaite « faciliter les règles » pour l'acquisition de la nationalité belge.
Il critique le courant social-démocrate qui aurait adopté le discours néolibéral.
Le PTB fonctionne selon le principe du centralisme démocratique.

### Depuis 2015

Logo du PTB de 2018 à 2021.

En 2016, le PTB gère 11 maisons médicales sur un total de plus de 120 en Belgique, ces maisons médicales ont pour but de dispenser des soins de santé primaires, continus, polyvalents et accessibles à toute la population. En décembre le journal L'Écho les accuse d'être un « outil de propagande ». Des témoignages anonymes accusent le PTB de « violer le secret médical » et de « politiser » les consultations des maisons médicales. Toute violation du secret médical est démentie par le parti. Deux témoignages récoltés par Sudinfo nuancent aussi les critiques, tandis que le journal affirme que des publicités politiques « dans un lieu où on se rend pour simplement recevoir des soins médicaux, peut interpeller ». Mais le parti assume la dimension politique du projet de Médecine pour le Peuple : « Pourquoi nous lions santé et politique ? Parce que nous revendiquons le droit à la santé dans une société en bonne santé. L’origine de beaucoup de maladies se trouve dans la société, dans les conditions de vie ou de travail. Ne pas faire ce lien entre la médecine et l’engagement social et politique cela peut parfois donner l'impression de passer la serpillière pendant que le robinet continue à couler. Nous allons au-delà de la maladie et nous essayons d'agir sur les facteurs qui en sont la cause. », expliquera Sofie Merckx, docteur de Médecine pour le Peuple, qui deviendra députée fédérale du PTB en 2019.
Pour la nouvelle année 2017, le PTB organise un envoi de cartes postales « spécial de Nouvel An » à destination de la ministre de la Santé Maggie De Block. Son cabinet affirme que « 10 % des messages néerlandais et 35 % des messages français sont des mails très négatifs, insultants, dans lesquels certains souhaitent à la ministre de tomber malade ou de mourir ». La ministre affirme être la cible depuis le début de l'année de messages haineux, de menaces et d'insultes de la part de militants du PTB. Le PTB répond par la voix de Dirk Van Duppen : « Nous recevons d'innombrables témoignages de personnes pour lesquelles les médicaments sont devenus impayables. Visiblement, quelques personnes ont profité de la campagne pour envoyer des messages de haine à la ministre. Cela concerne 41 messages sur 3.000, soit 1,3 %. Quoi qu'il en soit, même 1,3 %, c'est trop et inacceptable ». Le parti juge cette « frustration compréhensible », mais insiste sur le fait que « l'insulte ne mène nulle part ». Le PTB propose un débat « sur le fond » avec la ministre estimant qu'« il serait bête de la part de la ministre de mettre les 98,7 % de témoignages de personnes en difficulté dans le même sac que les 1,3 % de messages injurieux ».
Le premier mai 2017, un homme attaque a l'arme blanche le porte parole du PTB Raoul Hedebouw. Lors de son procès il invoque des motivations politiques et personnelles.
En avril 2019, trois conseillers communaux de Bruxelles du PTB sur les six quittent le parti, dénonçant « l’absence flagrante de vision, l’incohérence politique et les mensonges ». Mathilde El Bakri, représentante du PTB, les accuse alors d'avoir été « déçus de ne pas figurer sur la liste régionale mais aussi qu’ils ne respectaient pas leurs engagements à l’égard du parti, notamment celui de reverser le montant des jetons de présence au PTB ». Par la suite, une série de témoignages d’(ex)-militants attaquent le PTB, qui se comporterait « un peu comme une secte », « réclamant de l’argent », et qui dénoncent des interdictions, des menaces et pressions par des cadres du parti. Raoul Hedebouw condamne les accusations et les qualifie de diffamation.
En juin 2019, le PTB opte pour une « politique de rupture » et propose au gouvernement de désobéir aux traités européens.
Le 11 juin 2019, dans le contexte des négociations pour former la prochaine coalition au parlement wallon, la revue Politique et cinquante membres de la société civile lancent un appel au PS à Ecolo et au PTB afin qu'ils travaillent ensemble,.
Elio Di Rupo a quant à lui réagi à l'attitude du PTB, en l'accusant de mener « un show de l'époque stalinienne ». Raoul Hedebouw doute de sa sincérité et met fin aux négociations.
Le 27 novembre 2019, le PTB soutient la dépénalisation de l'interruption volontaire de grossesse (IVG). Sofie Merckx soutient l'avortement à 18 semaines en justifiant « qu’un fœtus de 18 semaines n’a aucune chance de survie », ainsi que la dépénalisation au-dessus de 18 semaines de l'avortement,.
Face à la critique, la députée N-VA Valerie Van Peel défend la position de son parti et affirme : « Il faut dire à l'opinion publique ce que ça signifie de se faire avorter à quatre mois et demi ».
En décembre 2019, le PTB engage des poursuites contre l’État belge devant la Cour européenne des droits de l'homme contre l'« impartialité du processus de validation des élections ».
Dans une intervention à la Chambre des représentants du 23 janvier 2020, la députée du PTB Nadia Moscufo accuse l'extrême droite de racisme et de vouloir « diviser les travailleurs » : L'objectif de ces partis d'extrême droite est de diviser pour régner et tenter de faire croire que c'est de la faute des réfugiés s'il n'y a pas de travail en Belgique. C'est évidemment faux ! ».
Le 1er mars 2020, au début de la phase 2 de la pandémie de Covid-19, le PTB organise une marche de protestation à Bruxelles avec 5 500 participants selon la police et 10 000 selon le parti. Germain Mugemangango, porte-parole et chef de groupe au Parlement wallon, présente la motivation de l'événement : « Il est temps que la colère des citoyens se manifeste dans la rue ». Le 3 mars, la député PTB Sofie Merckx approuve la gestion de la crise par Maggie De Block et juge la communication de bonne qualité. Le 17 mars, Peter Mertens se dit en faveur d'« un lockdown complet » et encourage « tous ceux qui le peuvent » à rester chez eux.
Le 26 mars, les huit députés du PTB votent contre la proposition de loi qui donne au gouvernement des pouvoirs spéciaux pour faire face à la crise du Covid-19, ainsi que contre la proposition de loi permettant d’octroyer une garantie d’État pour certains crédits dans le cadre de la lutte contre les conséquences du coronavirus. Raoul Hedebouw affirme que les secteurs concernés par les mesures sanitaires sont trop larges, et il met en cause « le patronat » qui en profiterait. La Fédération générale du travail de Belgique avait précédemment affirmé qu'« il y a trop de patrons qui ne jouent pas le jeu et négligent la santé des travailleurs ».
Le député du cdH Christophe De Beukelaer demande l'ouverture d'une enquête à la STIB concernant la responsabilité du PTB dans un « sabotage » des concertations sociales : « Il faut appeler un chat un chat. Il y a un problème PTB à la STIB. La tension sociale de cette semaine a été exploitée par quelques personnes très proches du PTB ou fortement influencées. ». Le député PTB Youssef Handichi, mis en cause dans les évènements, dément les accusations d'instrumentation de la grève et affirme que les problèmes sociaux sont réels à la STIB.
Lors de la pandémie de Covid-19 en Belgique, le PTB propose l'idée d'une « taxe corona exceptionnelle » de 5 % sur les grandes fortunes de plus de 3 millions d'euros. Elle pourrait rapporter près de 15 milliards d'euros selon son calcul.
Le PTB progresse lors des élections du 9 juin 2024. Il a envoyé un second député au Parlement européen, est passé de 12 à 15 sièges à l’échelle nationale et a considérablement amélioré sa représentation dans la région de Bruxelles et en Flandre, en passant respectivement de 11 à 16 et de 4 à 9 élus. Il recule toutefois légèrement en Wallonie. Pour la première fois, le parti a été consulté par le roi de Belgique en vue de rentrer au gouvernement, bien que cette hypothèse ait été très vite écartée par l’ensemble des autres partis.
Le PTB se présente aux élections communales de 2024 avec un programme inspiré du communisme municipal expérimenté dans certains pays d'Europe de l'Ouest au XXe siècle, reposant sur des progrès sociaux à l’échelle municipale. Une de ses priorités est de stopper l’envolée des prix du logement en imposant aux promoteurs immobiliers un tiers de logements sociaux, un tiers à prix accessible et un tiers au prix du marché. En matière de transports, le PTB promeut le développement des transports en commun et s’oppose aux politiques contre la voiture lorsqu’aucune alternative n’existe. Le parti souhaite aussi rééquilibrer la fiscalité locale, en imposant davantage les grandes entreprises pour permettre de baisser les impôts sur les commerces locaux, comme cela a été mis en œuvre à Zelzate et Borgerhout, deux communes flamandes où le PVDA fait partie de la majorité sortante. Enfin, il promet des investissements importants dans les services publics comme les crèches et la police de proximité ou dans le monde associatif.

## Idéologie et programme politique
Durant la campagne électorale de 2019, le centre d'études RePresent — composé de politologues de cinq universités (UAntwerpen, KU Leuven, VUB, UCLouvain et ULB) — a étudié les programmes électoraux des treize principaux partis politiques belges. Cette étude a classé les partis sur deux axes « gauche-droite », de « - 5 » (extrême-gauche) à « 5 » (extrême-droite) : un axe socio-économique « classique », qui fait référence à l'intervention de l'État dans le processus économique, et au degré suivant lequel l'État doit assurer une égalité sociale, et un axe socio-culturel, qui fait référence à un clivage articulé autour d'une opposition identitaire autour de thèmes comme l'immigration, l'Europe, la criminalité, l'environnement, l'émancipation, etc.
Le PTB présente alors le programme le plus à gauche de l'échiquier politique belge – avec le PS – sur le plan socio-économique (- 4,43), et à gauche également sur le plan socio-culturel (- 3,73),.
Le centre RePresent réitère l'exercice durant la campagne électorale de 2024, pour les douze principaux partis. Le PTB maintient sa position de parti belge le plus à gauche sur l'axe socio-économique (- 4,29), et reste à gauche – mais moins qu'en 2019 – que sur l'axe socio-culturel (- 2,88).
 (février 2020).

### Revendications
Le PTB/PVDA lance en 2019 une pétition pour la pension minimum à 1 500 euros nets par mois. En décembre 2019, le nombre de signatures est de plus de 100 000.

### Nationalisation et planification économique
En 2008, lors du « Congrès du renouveau », le PTB affirme vouloir mettre en place la nationalisation et une économie planifiée.
En 2010, le PTB/PVDA évoque dans son programme la nécessité d’une nationalisation de certaines entreprises d'énergie, bancaires et de transport et d’une planification économique à des fins écologiques.
En 2014, Raoul Hedebouw réaffirme cet agenda politique: dans une interview il affirme avoir l'intention de nationaliser seulement les secteurs bancaire
et énergétique, tandis que dans son livre publié la même année il affirme vouloir nationaliser également les secteurs pharmaceutique et du transport.
En 2015, le PTB/PVDA explique sa perception du socialisme: « le socialisme 2.0 est un projet internationaliste, en alternative au capitalisme mondial ».

### Gratuité des transports en commun
En 2016, le PTB entend rendre les transports en commun gratuits pour réduire les émissions de gaz à effet de serre. Le parti propose une étude de faisabilité au parlement bruxellois en 2016. Philippe Defeyt de l'institut pour un développement durable et membre d'Ecolo critique la mesure citant l'experience infructueuse de Hasselt et l'augmentation des déplacements engendrée. Bruno Colmant, professeur à la Solvay Business school affirme quant à lui que c'est impayable par le contribuable, mais envisageable dans le cadre des déplacements professionnels.
Le PTB met en avant l'exemple de Dunkerque et Peter Mertens affirme qu'« en Europe, 56 villes appliquent déjà cette gratuité ».
D'autres partis politiques belges supportent également la proposition comme le PS et le CdH ainsi que Ecolo partiellement et Démocrate fédéraliste indépendant qui souhaite « une gratuité plus ciblée sur certaines catégories ».

### Mixité sociale
En 2016, selon un sondage de La Libre-RTBF, les électeurs du PTB sont défavorables à la proposition de Philippe Close (PS), de donner le droit de vote aux étrangers vivant en Belgique aux régionales, avec 77 % qui ne la soutiennent pas en région Wallonne et 80 % en région Bruxelloise.
En 2018, dans une interview du journal Le Soir, Raoul Hedebouw se dit favorable à la poursuite de rapatriements forcés de migrants. Hedebouw aurait réagi par la suite sur son compte Facebook: « cela s'est glissé dans l'interview de manière incorrecte, nous sommes évidemment contre les rapatriements forcés ».
En 2019, le PTB/PVDA prône dans un communiqué la « super-diversité » et la solidarité dans la société, perçue comme « un atout majeur ». Le parti fait valoir que plusieurs députés sont issus de communautés et de religions différentes. À Schaerbeek, le PTB propose un amendement au conseil communal afin d’autoriser le port du voile islamique à l’école communale pour éviter toute discrimination à l’égard des jeunes filles qui le porteraient. Le parti se prononce également en faveur de l'abattage rituel.

### Opposition aux parkings payants et à la fiscalité écologique concernant la voiture
Le PTB/PVDA s’oppose au parking payant et à des mesures comme la taxe kilométrique ainsi que d'autres mesures présentées comme de la fiscalité écologique, car ces mesures seraient anti-sociales. Ce qui a mené certains à lui donner le surnom « Parti de l'auto » (en néerlandais : Partij Van De Auto). Le parti argumente qu'il veut protéger les automobilistes pauvres et qu'une politique écologique doit aller de pair avec une politique sociale. Pour le PTB/PVDA, la solution serait de ne pas imposer des limites à l’utilisation de la voiture, mais de développer les transports en commun et en les rendant gratuits.

## Controverses

### Qualification d'«extrême gauche»
Le parti est décrit par les chercheurs en science politique comme étant un parti populiste de gauche radicale,,,, ou d'extrême gauche,.
Selon l'analyse de Julien Dohet et Jean Faniel, le concept d'extrême gauche pousse à la controverse et à la polémique et serait utilisé par ses opposants politiques comme un enjeu de lutte politique et symbolique. Les militants du PTB évitent de se définir par la qualification d'extrême gauche, et se présentent plutôt comme la « vraie gauche » ou bien comme « gauche radicale », « gauche anticapitaliste » ou « gauche de la gauche » pour sortir de leur exclusion.
Concernant les changements au sein du parti, pour Jean Faniel, directeur du CRISP en 2014, le PTB ne peut plus être qualifié d’« extrême gauche » : « Il faut davantage parler de gauche radicale » et affirme ignorer s’il existe un double discours au sein du parti : « Il faudrait être dans la première ligne pour le dire, mais c’est encore un parti centralisé, notamment en termes de communication, sans que l’on puisse dire s'il existe deux lignes étanches ».

### Accusations d'antisémitisme et d'antisionisme
En 2003, Manuel Abramowicz pour la revue Regards du centre communautaire laïc juif (CCLJ) relève que le thème de l’antisionisme est fréquemment utilisé dans le journal Solidaire du parti et « ne donne lieu à aucune mention antisémite ».
En 2019, selon Nicolas Zomersztajn, rédacteur en chef du Regards du CCLJ, « En articulant leur lutte entre un peuple nécessairement bon et une classe dirigeante présentée comme homogène et complotant sans cesse contre le peuple, le PTB épouse les codes et la grammaire populiste où le Juif est souvent un repoussoir. Bien sûr le PTB n’est pas antisémite. Il préconise des politiques n’ayant rien à voir avec celles du Vlaams Belang. ».
Un rapport de la Sûreté de l'État belge, publié en 2010, a soulevé des préoccupations concernant une possible convergence entre l'extrême gauche, y compris le PTB, et l'islamisme radical, où l'antisionisme pourrait parfois se confondre avec l'antisémitisme. Le rapport pointe en particulier les actions de boycottage de produits israéliens en solidarité avec les Palestiniens qui pourraient interférer avec la diplomatie de l’État belge. Le PTB a contesté ces affirmations, demandant en 2012 à être retiré de la liste des organisations surveillées par la Sûreté de l'État,,.
En 2013, le Comité de coordination des organisations juives de Belgique (CCOJB) a également accusé le PTB de masquer de l'antisémitisme sous couvert d'antisionisme, une accusation que le parti a niée, affirmant que sa critique est dirigée contre les politiques du gouvernement israélien et qu'il condamne fermement toute forme de racisme, y compris l'antisémitisme.
En 2014, Hervé Hasquin, ex-recteur de l’ULB (et militant du MR), affirme dans le journal La Libre Belgique que le parti aurait un « antisémitisme camouflé sous le nom d'antisionisme ». Le PTB qualifie les accusations de « diffamatoires et relèvent de la malhonnête intellectuelle » et affirme « lutter contre toute force de racisme, d'antisémitisme et le fascisme » mais le parti affirme également s'opposer « à une idéologie – le sionisme ».
En 2018, le rédacteur du journal Solidaire du PTB, Michel Collon, est remis en cause par Marcel Sel qui affirme avoir identifié 34 occurrences « qui correspondent à la définition de l’antisémitisme retenue par l’International Holocaust Remembrance Alliance (IHRA) ».
Début 2020, l’élu NVA Michael Freilich affirme que COMAC, l’organisation des jeunes du PTB, déclare que « les banques et le médias sont dans des mains juives ». Freilich dit avoir des preuves sous forme de saisies d’écran. Le PTB porte plainte contre lui pour calomnie et diffamation. Le 5 mars 2020, Stéphanie Koplowicz, députée, réfute les accusations d'antisémitisme contre son parti comme étant une « stratégie »[réf. à confirmer].
À la suite de l'attaque du Hamas du 7 octobre 2023, le PTB réagit le lendemain par une publication Facebook de Raoul Hedebouw qui appelle à un « cessez-le-feu immédiat et une désescalade urgente » et exprime « une pensée pour toutes les victimes civiles innocentes, quel que soit leur côté » et estime aussi que « l’apartheid et l’occupation israéliens, les injustices et les violences quotidiennes commises en toute impunité sont la source du problème ». Pour Viviane Teitelbaum et Denis Ducarme, membres du MR, cette déclaration justifie le terrorisme du Hamas ; ils demandent des sanctions pour apologie du terrorisme,. Le 11 octobre, la députée PTB Sofie Merckx, déclare : « Je veux bien dire que le Hamas est terroriste, mais l'État d'Israël est aussi une organisation terroriste ». Le 12 octobre, le député PTB Nabil Boukili dit ne pas avoir de problème à qualifier de terroriste le Hamas et dit qu'il faut qualifier aussi les actes de l’armée israélienne de terroristes, il déclare : « Si on qualifie le Hamas de groupe terroriste parce qu’il s’attaque à des civils, ce qui est interdit par le droit international, l’armée israélienne fait la même chose » ; il cite le chiffre de 6 500 morts palestiniens. En octobre 2023, Georges-Louis Bouchez, président du MR a demandé que le cordon sanitaire s'applique au PTB, ce dernier ayant qualifié Israël d'être plus terroriste que le Hamas. Le PS déclare ne pas vouloir suivre Georges-Louis Bouchez.

### Dictature du prolétariat et absence de discours critique vis-à vis des positions passées
D’après le politologue Pascal Delwit, le but du PTB serait l’installation de la dictature du prolétariat,. Le président du parti Peter Mertens accuse un coup monté du PS et nie l'accusation de double discours. Pascal Delwit estime également qu’« ils n’ont jamais condamné leurs positions passées, notamment leur soutien aux Khmers rouges ou leur démenti du massacre de la place Tian'anmen ».
Selon Manuel Abramowicz, auteur de La gauche radicale en Belgique : « Ils sont comme une mère à qui on met sous les yeux les preuves que son fils est un assassin : elle continuera toujours à le dire innocent. Même s’ils savent que ce sont des échecs et qu’on peut aligner toutes les preuves des horreurs de ces régimes, ils voudront retenir le positif, que les soins de santé sont gratuits à Cuba, que les communistes ont résisté au nazisme, que l’on a une telle sécurité sociale chez nous grâce à l’URSS, en fait surtout à cause de la peur de voir les ouvriers céder aux sirènes communistes. ».
Selon l'analyse de Sophie Heine en décembre 2014, politologue à l’ULB et à l’université d'Oxford, concernant la réforme du PTB : « Le PTB se distingue par ses références historiques, idéologiques, etc., qui ont été fortement influencées par le maoïsme et le stalinisme. Si la plupart des partis communistes ont suivi les évolutions du communisme européen vers davantage de réformisme à partir des années 1980, le PTB a connu une évolution plus particulière, peut-être plus en vase clos. Il n’a commencé à remettre en question ses références idéologiques historiques qu’assez récemment. Toutefois, cette volonté de s’afficher comme plus réformiste et en rupture avec les éléments les plus problématiques de son logiciel idéologique originel n’a encore été mise en œuvre qu’en partie. Les refondations idéologiques du PTB ne semblent pas avoir été faites jusqu’au bout. Il y a encore des résistances à l’intérieur du parti, certains des cadres souhaitant garder une partie des références du passé, d’autres voulant au contraire aller plus loin dans le renouveau. ».

### Communication
La stratégie de communication du PTB est remise en cause par des journalistes et des opposants politiques. En 2017, Pascal Lorent synthétise les critiques contre celle-ci : populisme, technique de communication jugée disproportionnée, tentative de masquer l'affiliation au communisme, péril d'un Grand Soir ainsi que le manque de transparence et la centralisation du parti dirigé par la vieille garde et leurs enfants.
En 2018, le PTB est perçu par la presse belge comme le plus outillé des partis francophones pour la collecte et l'utilisation de données personnelles. Le PTB s'est équipé du logiciel américain NationBuilder « pour cibler, sur les réseaux sociaux, un type de population bien précis pour lui délivrer un message » grâce au big data. Germain Mugemangango, porte-parole du PTB, explique ce choix : « NationBuilder nous permet de distinguer au sein de notre base de données, qui compte des dizaines de milliers de personnes, celles intéressées par des thématiques spécifiques afin de cibler nos messages ».
En 2019, d'après l'analyse du politologue Pascal Delwit, le parti est toujours très centralisé et il reste des zones d'ombres dans l'idéologie du parti, qui reste ambigu quant à sa politique, qu'il décrit par une métaphore : « le parti aime bien montrer sa salle de restaurant, moins sa cuisine ».

### Liens avec la FGTB
Le PTB axe particulièrement son développement en direction des sections d’entreprises, « premier bastion » de l’organisation des travailleurs, et soutient ces derniers à l’occasion des conflits sociaux contre leurs directions.
En décembre 2019, Elio Di Rupo accusait le PTB d'infiltrer la Fédération générale du travail de Belgique (FGTB) et déjà en 2018, la question de l'influence du PTB se posait au sein du syndicat.
En juin 2020, le président de la FGTB, Robert Vertenueil, est destitué. Il était hostile au PTB et avait déclaré en 2019 que « Les dirigeants du PTB ont confisqué les voix de leurs électeurs, ils leur ont empêché d'avoir une politique de gauche ». Le Vif/L'Express attribue au PTB la radicalisation d'une partie des membres de la FGTB, ce qui a créé un climat hostile au réformisme de Robert Vertenueil. La Libre pose également la question du rôle du PTB dans l'affaire, ainsi que le député PS, Patrick Prévot.
Raoul Hedebouw dément que la FGTB serait noyauté par le PTB, parle d'un fantasme d'un parti de droite et parle d'accusations de complot qui relèvent d'une « méconnaissance totale » de la situation. Selon la FGTB, la raison de la destitution aurait été la négociation pour un Pacte social avec le président du MR, Georges-Louis Bouchez, face à la crise sanitaire de la Covid-19. Le président de remplacement de la FGTB, Thierry Bodson, affirme également que les décisions ne sont « pas dictées par le PTB ni par un autre parti politique ». L'ancien président de la FGTB, Marc Goblet, confirme également que ce prétendu « noyautage par le PTB » relève du mythe.

### Positionnement sur la politique internationale
Les positions politiques étrangères du PTB sont influencées par le communisme, l'anticapitalisme, de l'antiaméricanisme, l'anti-impérialisme et l'internationalisme. Concernant l'Arabie saoudite, le PTB se dit contre l'exportation d'armes à ce pays, perçu comme le principal financier du djihadisme salafiste. Raoul Hedebouw affirme néanmoins être contre l'embargo, pour les travailleurs de Wallonie.
Selon Pascal Delwit et Guilia Sandri, le PTB demande le retrait des troupes belges d'Afghanistan, des sanctions contre Israël et « la solidarité avec la Palestine ».
Selon Le Vif, le PTB soutenait publiquement le régime de Bachar el-Assad en 2013.
En 2015, le PTB, demande au gouvernement fédéral de s'assurer que la Belgique n'achète pas du pétrole au groupe État islamique, lequel contrôle alors des champs pétroliers en Irak et en Syrie et en vend à des pays européens.
Concernant la Chine, le parti affirme que sa politique « n’est pas à mettre sur le même pied que la politique de colonisation et de domination de l’Occident. Les autorités chinoises s’en tiennent au principe de win-win — l’avantage mutuel — en opposition à l’inégalité ou au jeu à somme nulle de la plupart des accords conclus avec l’Occident ».
À la suite des attentats de Bruxelles de 2016, le PTB met en cause notamment la politique étrangère du gouvernement, et sa réaction est critiquée. En 2017, alors que le PTB s'oppose à la coalition contre l'État islamique, le ministre des Affaires étrangères et de la Défense, Didier Reynders (MR), accuse le parti « d'oublier les exactions commises par les djihadistes ».
Le PTB critique en octobre 2019 l'intervention militaire de la Turquie dans le nord de la Syrie contre les Forces démocratiques syriennes, soutient la population kurde « qui en est la première victime » et insiste sur la condamnation « aussi et surtout [de] l'hypocrisie de l'Occident ».
En juillet 2015, la Chambre des représentants vote pour la reconnaissance du génocide arménien à l'unanimité moins 8 abstentions, dont celles des deux députés du PTB, Raoul Hedebouw et Marco Van Hees.

### Antiaméricanisme et anti-impérialisme
Entre 1974 et 1985, l'orientation principale du parti, en matière de politique internationale, est sa volonté de s'opposer à l'« impérialisme américain ».
Le PTB soutient certains États comme Cuba, le Venezuela et le Congo, qui seraient victimes de menaces et d'intimidations. Et secondement, le PTB affirme mener un combat anti-impérialiste et condamne les interventions militaires occidentales.

### Soutien à des régimes autoritaires
Au cours de son histoire, le PTB a soutenu, dans le cadre de ses positions politiques, les différents dirigeants du Parti communiste chinois (Mao Zedong, Deng Xiaoping, Jiang Zemin, Hu Jintao), ainsi que le régime de Corée du Nord et son leader Kim Il-sung, Nicolae Ceaușescu, l'Irak lors de la guerre du Golfe, Laurent-Désiré Kabila, et dans un passé plus proche Fidel Castro,.
Depuis 1992, le PTB organise un « séminaire communiste international » qui comprend, entre autres, le Parti communiste de Cuba, le Parti du travail de Corée ou le Parti communiste vietnamien, ce qui lui vaut l'accusation de soutenir ces régimes,, ce que dément le parti, affirmant qu'il peut arriver que, dans un tel nombre d'initiatives internationales, le PTB soit amené à côtoyer des partis avec lesquels il est fondamentalement en désaccord ou même avec lesquels il n'a rien en commun, et que le fait que le Parti des travailleurs de Corée soit invité à un événement où il est également présent ne change rien au fait qu'il n'a absolument rien à voir avec ce parti ni avec le régime nord-coréen. En 2011, le site nationaliste flamand Doorbrak.be accuse le PTB d'avoir signé des documents en faveur du régime de Corée du Nord. Le PTB affirmera en réponse d'avoir pris ses distances avec ce qu'il nomme la « dynastie militariste de Corée du Nord » mais reste critiqué pour avoir changé de discours « mais pas véritablement ses dirigeants » ainsi que pour « prendre pour modèles Cuba et le Venezuela » selon Dorian de Meeûs du site La libre ,. Le 12 juin, le PTB s'abstient au vote de la résolution condamnant au Sénat « la pratique continue du prélèvement forcé d'organes en République populaire de Chine sur des prisonniers d'opinion, en particulier des Ouïgours ». En avril 2021, au Parlement wallon, le parti s'abstient sur un projet de résolution qualifiant de « génocide » les persécutions des Ouïghours par les autorités chinoises. Les députés Sabine Laruelle et Jean-Paul Wahl du MR quittent la séance en protestation. Le PTB exprime sa condamnation de la répression des Ouïgours mais estime que « derrière l’intérêt soudain de certains gouvernements occidentaux pour le sort des Ouïghours se cachent clairement d’autres intérêts » et reproche aux signataires de vouloir créer une « nouvelle guerre froide » destinée à affaiblir commercialement la Chine.
En 2005, des membres du PTB lancent une pétition contre la résolution adoptée par l’Assemblée parlementaire du Conseil de l’Europe qui « condamne avec vigueur les violations massives des droits de l’homme commises par les régimes communistes totalitaires et rend hommage aux victimes de ces crimes ».

## Organisations de jeunesse
En 2003, le PTB décide de fusionner son mouvement Marxiste-léniniste et l'organisation Rebelle, rebaptisé RedFox,, qui cible les jeunes du secondaire de 14 à 18 ans. Le Comac (pour Communistes actifs) naît de cette fusion et est actif dans les universités en Belgique (à Namur depuis 2019) et dans certaines écoles secondaires des trois régions. Comac distribue des tracts, organise des projections de films et mobilise des auditoires avant le début de cours. La référence du COMAC est Che Guevara et sa volonté de changer le monde.
Le mouvement de jeunesse du parti politique, Les Pionniers, vise quant à lui les 6 à 16 ans pour des camps de vacances qui comprennent des activités politiques avec les enfants.
Les Statuts du Parti du travail de Belgique de 2015 exposent l'objectif de ces mouvements destinés à la jeunesse : « Les organisations de jeunes du PTB mènent leurs activités dans le cadre de l’orientation politique et idéologique générale du parti ». Parmi les objectifs fixés par le PTB, ces mouvements de jeunesse servent au parti : « Pour renforcer son activité parmi les jeunes », et ainsi « pour apporter sa contribution à un travail actif et fort de ses organisations de jeunes », aux objectifs du parti.
Les RedFox organisent régulièrement des programmes Semaine de la diversité dans différentes villes de la Belgique.
Les RedFox ont organisé en 2015, 2016 et 2018 un festival DiverCity à Anvers, visant à combattre le racisme et célébrer la richesse de la diversité.

## Principaux membres

### Liste d'élus du PTB
Voici la liste des élus du parti.
Parlement européen (depuis les élections européennes du 26 mai 2019)
1. Marc Botenga

Chambre des représentants (depuis les élections législatives fédérales du 26 mai 2019)
1. Raoul Hedebouw (chef de groupe)
2. Peter Mertens
3. Marco Van Hees
4. Maria Vindevoghel
5. Greet Daems
6. Nabil Boukili
7. Robert D'Amico
8. Nadia Moscufo
9. Gaby Colebunders
10. Steven De Vuyst
11. Sofie Merckx
12. Robin Bruyère

Sénat (élection indirecte, depuis 2019)
1. Antoine Hermant (chef de groupe)
2. Laure Lekane
3. Samuel Nemes
4. Jos D'Haese
5. Ayse Yigit

Parlement flamand (depuis les élections régionales du 26 mai 2019)
1. Jos D'Haese
2. Lise Vandecasteele
3. Onno Vandewalle
4. Kim De Witte

Parlement bruxellois (depuis les élections régionales du 26 mai 2019)
1. Françoise De Smedt (cheffe de groupe)
2. Youssef Handichi (PTB jusqu'en février 2024, MR depuis mars 2024)
3. Stéphanie Koplowicz
4. Francis Dagrin
5. Jean-Pierre Kerckhofs
6. Elisa Groppi
7. Petya Obolensky
8. Luc Vancauwenberge
9. Bruno Bauwens
10. Leila Lahssaini
11. Jan Busselen

Parlement wallon (depuis les élections régionales du 26 mai 2019)
1. Germain Mugemangango (chef de groupe)
2. Anouk Vandevoorde
3. Samuel Nemes
4. Laure Lekane
5. Julien Liradelfo
6. John Beugnies
7. Jori Dupont
8. Antoine Hermant
9. Amandine Pavet
10. Alice Bernard

Parlement de la Fédération Wallonie-Bruxelles (élection indirecte, depuis 2019)
1. Alice Bernard (cheffe de groupe)
2. Germain Mugemangango
3. Anouk Vandevoorde
4. Samuel Nemes
5. Laure Lekane
6. Julien Liradelfo
7. John Beugnies
8. Jori Dupont
9. Antoine Hermant
10. Amandine Pavet
11. Elisa Groppi
12. Jean-Pierre Kerckhofs
13. Luc Vancauwenberge

### Présidents du PTB-PVDA
| Président | Président                | Durée                                                      |
| --------- | ------------------------ | ---------------------------------------------------------- |
| 1         | Ludo Martens (1946-2011) | 4 novembre 1979 - 2 mars 2008 (28 ans, 3 mois et 27 jours) |
| 2         | Peter Mertens (1969-)    | 2 mars 2008 - 5 décembre 2021 (13 ans, 9 mois et 3 jours)  |
| 3         | Raoul Hedebouw (1977-)   | 5 décembre 2021 - (3 ans, 8 mois et 15 jours)              |

## Résultats électoraux
De 1979 à 2012, le PTB-PVDA n'a aucun représentant au Parlement fédéral. Ses résultats électoraux oscillent autour des 0,5 %. Il obtient cependant des sièges aux élections communales de 2000, dont deux à Zelzate en Flandre-Orientale et deux à Herstal près de Liège. Aux élections communales de 2006, le PTB obtient un total de 15 sièges qui se répartissent ainsi : six à Zelzate, deux à Herstal, deux à Hoboken (district d'Anvers) et un à Deurne (district d'Anvers), Seraing, La Louvière, Genk et Lommel.
Aux élections fédérales du 10 juin 2007, le PTB obtient, pour l'ensemble du territoire, 0,84 % des votes pour la Chambre et 0,82 % au Sénat. Ce résultat, s'il demeure modeste, constitue néanmoins le meilleur score jamais obtenu par le PTB pour des élections fédérales. Le meilleur score obtenu précédemment était de 0,74 % lors des élections fédérales de 1987. Lors des élections de 2003, les différentes listes présentées par le PTB (PTB, Maria, Resist) avait obtenu 0,57 %.
Le progrès est très limité en Wallonie et nettement plus marqué en Flandre. Au total, le PTB améliore son score d'approximativement 18 000 voix par rapport à 2003 et 10 000 voix par rapport aux élections européennes de 2004 pour atteindre un total de 55 000 voix.
Tout en reconnaissant qu'il ne s'agit pas d'un progrès massif, le PTB se déclare cependant satisfait de son score qui fait incontestablement de lui le premier parti électoral de la gauche radicale en Belgique, devant le PC et le PSL. Néanmoins, le PTB effectue un renouveau se qualifiant de parti de gauche mais se référant toujours au marxisme. En juin 2010, quelques jours avant les élections qui suivent la chute du gouvernement provoqué par les libéraux d'Open VLD, les sondages donnent le PTB à 1,9 % d'intentions de vote. Le dimanche 13 juin 2010, il n'obtient pas le résultat que le sondage lui prédisait mais double son nombre de voix par rapport aux précédentes élections, soit 101 000 voix sur l'ensemble de la Belgique.
Depuis la rectification de la ligne du Parti lors du dernier congrès, l'électoralisme se traduit par une souplesse idéologique considérable par rapport à ses positions passées que le parti qualifie désormais lui-même de sectaires. Pourtant, le Parti du travail de Belgique, qui revendique désormais son appartenance à la gauche réformiste de matrice marxiste, refuse toute forme d'alliance avec les autres formations de la gauche plus ou moins radicale et maintient une forme d'organisation « intégrée » qui fait sa force mais aussi ses faiblesses. Il fait toutefois alliance avec le PCB dans la province de Liège au niveau provincial et dans les communes de Liège et de Seraing. Après les élections communales d'octobre 2012, il tend aussi la main au SP.A, à Groen et au CD&V pour créer une majorité anti-N-VA dans les districts anversois d'Anvers-ville et de Borgerhout.
Aux élections communales de 2012, le parti enregistre une avancée significative en Wallonie et en Flandre. Il passe de 15 à 47 élus communaux, dont 17 dans les districts d'Anvers, et gagne 4 conseillers provinciaux, 2 à Liège et 2 à Anvers. Il devient aussi le deuxième parti à Zelzate avec six sièges, à Herstal avec quatre sièges et à Seraing avec quatre sièges. Il fait aussi son entrée dans le conseil communal de Liège-ville avec 2 élus, dans celui d'Anvers-ville avec 4 élus et dans deux communes de la région de Bruxelles-Capitale, avec 1 élu à Molenbeek-Saint-Jean et à Schaerbeek. Avec environ 17 % des voix, le PTB obtient sa première échevine à Borgerhout, Zohra Othman.
Pour les élections régionales, fédérales et européennes du 25 mai 2014, le PTB se présente avec la liste PTB-GO qui rassemble les trois partis PTB, LCR et PC et qui reçoit le soutien de plusieurs dirigeants syndicaux[Qui ?]. Pour les élections bruxelloises, le PTB a signé un accord d'apparentement pour le collège francophone avec le B.U.B., Pro Bruxsel et le Parti pirate. Lors de ce scrutin, le PTB récolte plus de 250 000 voix au niveau national, soit 3,72 %. Au niveau des régions, le PTB récolte 15 777 voix à Bruxelles, soit 3,86 % des suffrages, 106 114 voix en Flandre, soit 2,53 % et 117 882 voix en Wallonie, soit 5,76 % des votes. Le PTB obtient 2 des 150 sièges au Parlement fédéral, 4 des 89 sièges au Parlement bruxellois, aucun siège au Parlement flamand et 2 des 75 sièges au Parlement wallon.
Le PTB est l'un des grands gagnants des élections fédérales, régionales et européennes de 2019. Au niveau fédéral, il passe de deux à douze députés à la Chambre des Représentants, dont quatre ouvriers, et obtient ses premiers élus flamands et bruxellois. Au niveau régional, il passe de deux à dix députés wallons, de quatre à onze députés bruxellois, et obtient ses 4 premiers députés flamands. Au niveau européen, il obtient son premier eurodéputé.

### Parlement européen
| Année | Voix    | %    | Sièges | +/-           | Groupe  |
| ----- | ------- | ---- | ------ | ------------- | ------- |
| 1984  | 43 637  | 0,76 | 0 / 24 |               |         |
| 1989  | 29 778  | 0,50 | 0 / 24 | en stagnation |         |
| 1994  | 59 270  | 0,99 | 0 / 25 | en stagnation |         |
| 1999  | 22 038  | 0,35 | 0 / 25 | en stagnation |         |
| 2004  | 44 452  | 0,70 | 0 / 24 | en stagnation |         |
| 2009  | 68 540  | 1,04 | 0 / 22 | en stagnation |         |
| 2014  | 234 718 | 3,51 | 0 / 22 | en stagnation |         |
| 2019  | 566 274 | 8,42 | 1 / 22 | 1             | GUE/NGL |
| 2024  | 763 340 | 10,7 | 2 / 22 | 1             | GUE/NGL |

### Parlement fédéral
| Année | Chambre des représentants | Chambre des représentants | Chambre des représentants | Sénat   | Sénat | Sénat   |                    |
| Année | Voix                      | %                         | Sièges                    | Voix    | %     | Sièges  | Gouvernement       |
| ----- | ------------------------- | ------------------------- | ------------------------- | ------- | ----- | ------- | ------------------ |
| 1981  | 45 804                    | 0,76                      | 0 / 212                   | 49 577  | 0,83  | 0 / 106 | Extraparlementaire |
| 1985  | 46 034                    | 0,76                      | 0 / 212                   | 44 799  | 0,75  | 0 / 106 | Extraparlementaire |
| 1987  | 45 218                    | 0,74                      | 0 / 212                   | 43 386  | 0,71  | 0 / 106 | Extraparlementaire |
| 1991  | 30 491                    | 0,49                      | 0 / 212                   | 31 754  | 0,52  | 0 / 106 | Extraparlementaire |
| 1995  | 37 099                    | 0,62                      | 0 / 150                   | 38 274  | 0,64  | 0 / 40  | Extraparlementaire |
| 1999  | 33 336                    | 0,54                      | 0 / 150                   | 35 493  | 0,57  | 0 / 40  | Extraparlementaire |
| 2003  | 20 825                    | 0,31                      | 0 / 150                   | 18 699  | 0,29  | 0 / 40  | Extraparlementaire |
| 2007  | 56 167                    | 0,84                      | 0 / 150                   | 54 807  | 0,82  | 0 / 40  | Extraparlementaire |
| 2010  | 101 088                   | 1,55                      | 0 / 150                   | 105 060 | 1,62  | 0 / 40  | Extraparlementaire |
| 2014  | 251 276                   | 3,72                      | 2 / 150                   |         |       | 0 / 60  | Opposition         |
| 2019  | 584 621                   | 8,62                      | 12 / 150                  |         |       | 5 / 60  | Opposition         |
| 2024  | 688 369                   | 9,86                      | 15 / 150                  |         |       | 6 / 60  | Opposition         |

### Entités fédérées

#### Parlement wallon
| Année | Voix    | %     | Sièges  | +/-           | Gouvernement       |
| ----- | ------- | ----- | ------- | ------------- | ------------------ |
| 2004  | 12 216  | 0,62  | 0 / 75  | en stagnation | Extraparlementaire |
| 2009  | 24 875  | 1,24  | 0 / 75  | en stagnation | Extraparlementaire |
| 2014  | 117 882 | 5,76  | 2 / 75  | 2             | Opposition         |
| 2019  | 278 343 | 13,68 | 10 / 75 | 8             | Opposition         |
| 2024  | 250 146 | 12,1  | 8 / 75  | 2             | Opposition         |

#### Parlement flamand
| Année | Voix    | %    | Sièges  | +/-           | Gouvernement       |
| ----- | ------- | ---- | ------- | ------------- | ------------------ |
| 2004  | 22 874  | 0,56 | 0 / 124 | en stagnation | Extraparlementaire |
| 2009  | 42 849  | 1,04 | 0 / 124 | en stagnation | Extraparlementaire |
| 2014  | 106 116 | 2,53 | 0 / 124 | en stagnation | Extraparlementaire |
| 2019  | 225 593 | 5,32 | 4 / 124 | 4             | Opposition         |
| 2024  | 364 070 | 8,31 | 9 / 124 | 5             | Opposition         |

#### Parlement bruxellois
| Année | Voix   | %     | Sièges  | +/-           | Gouvernement       |
| ----- | ------ | ----- | ------- | ------------- | ------------------ |
| 2004  | 2 221  | 0,49  | 0 / 89  | en stagnation | Extraparlementaire |
| 2009  | 4 038  | 0,88  | 0 / 89  | en stagnation | Extraparlementaire |
| 2014  | 15 777 | 3,41  | 4 / 89  | 4             | Opposition         |
| 2019  | 55 289 | 13,47 | 11 / 89 | 7             | Opposition         |
| 2024  | 87 161 | 18,5  | 16 / 89 | 5             |                    |

### Conseils provinciaux
| Année | Anvers | Brabant Flamand | Brabant Wallon | Flandre Occidentale | Flandre Orientale | Hainaut | Liège  | Limbourg | Luxembourg | Namur  |
| ----- | ------ | --------------- | -------------- | ------------------- | ----------------- | ------- | ------ | -------- | ---------- | ------ |
| 2006  | 0 / 84 | 0 / 84          | 0 / 56         | 0 / 84              | 0 / 84            | 0 / 84  | 0 / 84 | 0 / 75   | 0 / 56     | 0 / 56 |
| 2012  | 2 / 72 | 0 / 72          | 0 / 37         | 0 / 72              | 0 / 72            | 0 / 56  | 2 / 56 | 0 / 63   | 0 / 37     | 0 / 37 |
| 2018  | 1 / 36 | 0 / 36          | 0 / 37         | 0 / 36              | 0 / 36            | 3 / 56  | 6 / 56 | 0 / 31   | 0 / 37     | 1 / 37 |
| 2024, | 2 / 36 | 0 / 36          | 2 / 37         | 0 / 36              | 0 / 36            | 4 / 56  | 8 / 56 | 0 / 31   | 0 / 37     | 2 / 43 |

### Conseils communaux

#### Liège
| Année | Voix   | %     | Sièges | +/-           | Statut              |
| ----- | ------ | ----- | ------ | ------------- | ------------------- |
| 1976  | 350    | 0,26  | 0 / 49 | en stagnation | Extra-parlementaire |
| 1982  | 277    | 0,23  | 0 / 49 | en stagnation | Extra-parlementaire |
| 1988  | 369    | 0,34  | 0 / 49 | en stagnation | Extra-parlementaire |
| 1994  | 644    | 0,64  | 0 / 49 | en stagnation | Extra-parlementaire |
| 2000  | 775    | 0,78  | 0 / 49 | en stagnation | Extra-parlementaire |
| 2006  | 1 554  | 1,45  | 0 / 49 | en stagnation | Extra-parlementaire |
| 2012  | 6 297  | 6,41  | 2 / 49 | 2             | Opposition          |
| 2018  | 16 081 | 16,32 | 9 / 49 | 7             | Opposition          |

#### Charleroi
| Année | Voix   | %     | Sièges | +/-           | Statut              |
| ----- | ------ | ----- | ------ | ------------- | ------------------- |
| 1976  | 404    | 0,32  | 0 / 51 | en stagnation | Extra-parlementaire |
| 1982  | 341    | 0,29  | 0 / 51 | en stagnation | Extra-parlementaire |
| 1988  | 482    | 0,43  | 0 / 51 | en stagnation | Extra-parlementaire |
| 1994  | 1 389  | 1,27  | 0 / 51 | en stagnation | Extra-parlementaire |
| 2000  | 1 402  | 1,33  | 0 / 51 | en stagnation | Extra-parlementaire |
| 2006  | 2 340  | 2,10  | 0 / 51 | en stagnation | Extra-parlementaire |
| 2012  | 3 444  | 3,42  | 1 / 51 | 1             | Opposition          |
| 2018  | 15 572 | 15,73 | 9 / 51 | 8             | Opposition          |

#### Herstal
| Année | Voix   | %      | Sièges | +/-           | Statut              |
| ----- | ------ | ------ | ------ | ------------- | ------------------- |
| 1976  | 77     | 0,34   | 0 / 35 | en stagnation | Extra-parlementaire |
| 1982  | Absent | Absent | 0 / 33 | en stagnation | Extra-parlementaire |
| 1988  | 316    | 1,66   | 0 / 33 | en stagnation | Extra-parlementaire |
| 1994  | 452    | 2,43   | 0 / 33 | en stagnation | Extra-parlementaire |
| 2000  | 1 436  | 7,22   | 2 / 33 | 2             | Opposition          |
| 2006  | 2 000  | 9,39   | 2 / 33 | en stagnation | Opposition          |
| 2012  | 2 865  | 13,99  | 4 / 33 | 2             | Opposition          |
| 2018  | 5 096  | 24,49  | 9 / 33 | 5             | Opposition          |

#### Seraing
| Année | Voix  | %     | Sièges  | +/-           | Statut              |
| ----- | ----- | ----- | ------- | ------------- | ------------------- |
| 1976  | 179   | 0,48  | 0 / 39  | en stagnation | Extra-parlementaire |
| 1982  | 256   | 0,75  | 0 / 39  | en stagnation | Extra-parlementaire |
| 1988  | 287   | 0,87  | 0 / 39  | en stagnation | Extra-parlementaire |
| 1994  | 497   | 1,55  | 0 / 39  | en stagnation | Extra-parlementaire |
| 2000  | 885   | 2,67  | 0 / 39  | en stagnation | Extra-parlementaire |
| 2006  | 1 730 | 4,99  | 1 / 39  | en stagnation | Opposition          |
| 2012  | 4 667 | 14,07 | 5 / 39  | 4             | Opposition          |
| 2018  | 8 170 | 24,21 | 11 / 39 | 6             | Opposition          |

#### Zelzate
| Année | Voix | %     | Sièges | +/-           | Statut     |
| ----- | ---- | ----- | ------ | ------------- | ---------- |
| 2006  |      | 21,67 | 6 / 23 | en stagnation | Opposition |
| 2012  |      | 22,01 | 6 / 23 | en stagnation | Opposition |
| 2018  |      | 22,81 | 6 / 23 | en stagnation | Majorité   |

## Publications
- Peter Mertens, La taxe des millionnaires et sept autres idées brillantes pour changer la société, Solidaire, 2015.
- Élargir, unir, approfondir, congrès de la solidarité 2015, PTB, 2015.
- Peter Mertens et David Pestieau, Comment osent-ils ? La crise, l'euro et le grand hold-up, ADEN, 2012.
- Peter Mertens et Raoul Hedebouw, Priorité de gauche : pistes rouge pour sortie de crise, ADEN, 2009.
- Documents du huitième congrès du PTB, PTB, 2008.
- Apprendre des campagnes électorales à Herstal et à Zelzate, PTB, 2005.
- Ludo Martens, Le parti de la révolution, PTB, 1995.